# Control d'orientació
El control d'orientació (o bé, d'actitud) és l'exercici d'accions per controlar l'orientació d'un objecte pel que fa a un sistema de referència inercial o una altra entitat (l'esfera celeste, certs camps, objectes a la rodalia, etc.). El terme és especialment utilitzat per referir-se als controls que s'exerceixen per controlar l'orientació de les naus espacials (tripulades o no com és el cas dels satèl·lits artificials).
Per controlar l'actitud d'un vehicle o objecte cal disposar de: sensors per mesurar l'actitud del vehicle o objecte, actuadors per aplicar els moviments requerits per a reorientar al vehicle o objecte de forma que adopti l'actitud requerida, i algorismes per comandar els actuadors basant-se en els mesuraments d'actitud actuals dels sensors i les especificacions de l'actitud requerida. El camp integral que estudia les combinacions de sensors, actuadors i algorismes es denomina "Guia, Navegació i Control" (GNC).

## Sensors

### Sensors d'actitud relativa
Molts sensors produeixen senyals de sortida que indiquen el ritme de canvi de l'actitud. Ells requereixen una actitud inicial coneguda, o informació externa per usar aquests ritmes de canvi i calcular l'actitud actual. Molts sensors d'aquest tipus posseeixen senyals "sorollosos", la qual cosa condueix a certes imprecisions si no es corregeixen els càlculs mitjançant informació proveïda per sensors absoluts d'actitud.

#### Giroscopis
Els giroscopis són dispositius que detecten la rotació en l'espai tridimensional sense dependre de l'observació d'objectes externs. Un giroscopi clàssic consisteix d'una massa que trencada sobre si mateixa, com també "giroscopis làser", utilitzen una llum coherent reflectida en un camí tancat.
Un altre tipus de "giroscopi" és un giroscopi per ressonador semiesfèric en el qual una de cristall amb la forma d'una copa de vi pot ser posada en oscil·lació o vibració de la mateixa forma que la copa de vi "sona" quan es passa el dit per la seva vora. L'orientació de l'oscil·lació és fixada a l'espai inercial, per la qual cosa el mesurament de l'orientació de l'oscil·lació relativa a la nau es pot utilitzar per mesurar el moviment de la nau pel que fa al sistema inercial.

#### Unitats de moviment de referència
Les unitats de moviment de referència són sensors d'un o diversos eixos. Aquests utilitzen sensors de tecnologia tipus Micro-Electro-Mecànic-Estructural (MEMS per les seves sigles en anglès). Aquests sensors estan revolucionant la tecnologia de sensors inercials en combinar elements de micro-electrònica amb tecnologia de micro-maquinat, per produir sistemes complets que caben en el volum d'un xip d'ordinador i posseeixen una gran precisió. Entre els usos típics de les unitats de moviment de referència es troben:
- Compensació de moviment i estabilització d'antenes
- Posicionament dinàmic
- Compensació de càrrega de grues offshore
- Sistemes per a control de moviment i entortolligament de vehicles d'alta velocitat
- Posicionat hidroacústic
- Compensació de moviment d'ecosondes d'eixos múltiples o mico eix
- Mesuraments d'ones oceàniques
- Monitoreig de moviment d'estructures offshore
- Mesuraments d'orientació i actitud en vehicles submarins autònoms (AUVs) i ROVs
- Monitoreig de moviment de vaixells

### Sensors absoluts d'actitud
Aquesta classe de sensors determina la posició o orientació de camps, objectes o altres fenòmens fora de la nau espacial.

#### Sensor d'horitzó
Un sensor d'horitzó és un instrument òptic que detecta llum de la vora de l'atmosfera de la Terra, o sigui en l'horitzó. Sovint s'utilitza el sensat infraroig tèrmic, que mesura la temperatura de l'atmosfera, comparada amb el fons còsmic que és molt més fred. Aquest sensor brinda orientació pel que fa als eixos ortogonals a la Terra. Tendeix a ser menys precís que els sensors basats en l'observació estel·lar. De vegades col·locat dins de la categoria dels sensors terrestres.

#### Girocompàs orbital
De manera similar a com un girocompàs terrestre usa un pèndol per mesurar la gravetat local i fer que la seva giroscopi s'alineï amb el vector de spin de la Terra i, per tant, apunti cap al Nord, un girocompàs orbital utilitza un sensor d'horitzó per determinar la direcció al centre de la Terra, i un giroscopi per mesurar la rotació al voltant d'un eix normal al pla de l'òrbita. Per tant, el sensor d'horitzó brinda informació de caboteig (pitch) i alabeig (roll), i el girocompàs informa sobre la guinyada (yaw). Vegeu angles Tait-Bryan.

#### Sensor solar
Un sensor solar és un dispositiu que mesura la direcció del sol. Pot ser tan simple com algunes cel·les solars i ombres, o tan complex com un telescopi orientable, depenent dels requeriments de la missió.

#### Sensor terrestre
Un sensor terrestre és un dispositiu que mesura la direcció a la Terra. En general és una càmera infraroja; al començament del segle XXI el principal mètode per detectar actitud és el star tracker, però àdhuc s'utilitzen sensors terrestres en el satèl·lits a causa del seu baix cost i alta confiabilitat.

#### Star tracker

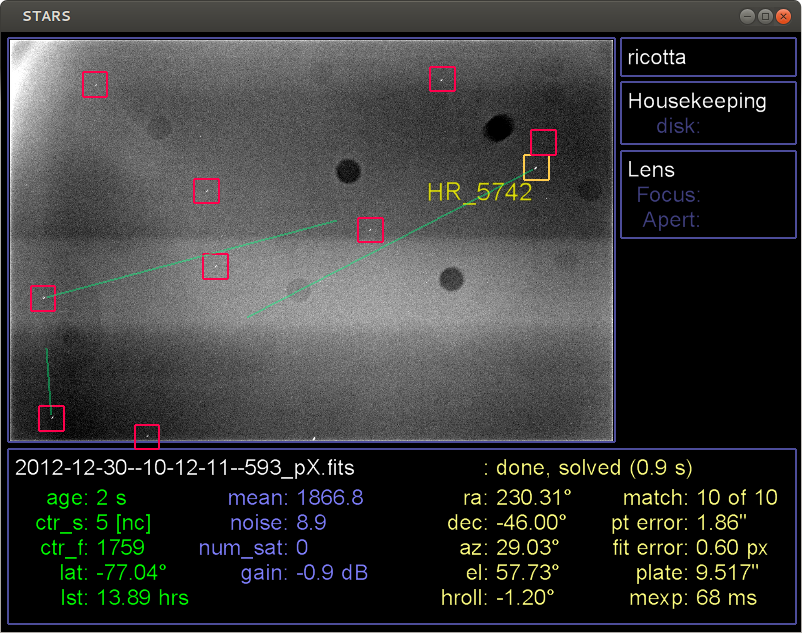
El programari rastrejador d'estrelles en temps real STARS en una imatge de l'EBEX 2012, un globus de gran altitud com a experiment cosmològic llançat des de l'Antàrtida el 2012-12-29

Un star tracker (en anglès: "rastrejador d'estrelles") és un dispositiu òptic que mesura les posicions d'estrelles utilitzant fotodetectors o una càmera.
En l'actualitat existeixen nombrosos models disponibles. Aquells star trackers, que requereix una sensibilitat molt elevada, poden confondre's per la llum solar reflectida des de la nau espacial, o pels núvols de gas de fuita dels impulsors de les naus espacials (sigui per reflexió de llum solar o contaminació de la finestra del star tracker). Els star trackers també són susceptibles de diversos tipus d'errors (baixa freqüència espacial, alta freqüència espacial, temporal…) a més d'una varietat de fonts d'errors òptics (aberració esfèrica, aberració cromàtica…). A més existeixen nombroses fonts potencials de confusió per l'algorisme d'identificació d'estels (planetes, estrelles, supernovae, el caràcter bimodal de la funció de dispersió de punt per a estels adjacents, uns altres satèl·lits en les proximitats, pol·lució lumínica de fonts de llum puntuals de grans ciutats a la Terra…). S'utilitzen en general unes 57 estrelles de navegació brillants. No obstant això, per a missions més complexes, s'utilitzen bases de dades de camps d'estrelles completes per determinar l'orientació de la nau espacial. Un catàleg d'estels típic per determinar amb una alta precisió l'actitud es prepara a partir d'un catàleg base estàndard (per exemple del United States Naval Observatory) i després és filtrat per eliminar estels problemàtics, per exemple a causa de la variabilitat de la magnitud aparent, incertesa del color index, o una ubicació dins del diagrama d'Hertzsprung-Russell que implica una confiabilitat limitada. Aquests tipus de catàlegs estel·lars poden tenir milers d'estels emmagatzemats en la memòria a bord de la nau, o ser processades utilitzant eines en la base terrestre i després ser enviades a la nau espacial.

#### Magnetòmetre
Un magnetòmetre és un dispositiu que mesura la intensitat del camp magnètic i, si s'utilitza una triada de tres eixos, l'adreça del camp magnètic. Com a ajuda a la navegació d'una nau espacial, mesura la intensitat i adreça del camp i la compara amb un mapa del camp magnètic de la Terra emmagatzemat en la memòria a bord o en una computadora de guiat terrestre. Una vegada que es coneix la posició de la nau espacial és possible inferir l'actitud.

## Algorismes
Els algorismes de control són programes informàtics que reben dades dels sensors del vehicle i determinen quines són les instruccions apropiades per als actuadors per rotar el vehicle i portar-ho a l'actitud desitjada. Existeixen algorismes des d'extremadament simples, per exemple control proporcional, fins a estimadors no lineals complexos o nombrosos tipus intermedis, depenent dels requeriments de la missió. En general els algorismes de control d'actitud formen part del programari que s'executa en el maquinari que rep comandos des de la Terra i formata dades de telemetria de vehicle per a transmissió a una estació terrestre.

## Actuadors
El control de l'actitud es pot dur a terme mitjançant diversos mecanismes:

### Propulsors
Els actuadors més comuns són els propulsors, ja que es poden utilitzar també per mantenir l'òrbita. Els propulsors (sovint coet de propel·lent), han d'estar configurats com un sistema de control de reacció per brindar una estabilització en tres eixos. Les seves limitacions són el consum de combustible, desgast del motor, i cicles de les vàlvules de control. L'eficiència de combustible d'un sistema de control d'actitud queda determinada pel seu impuls específic (ISP - essencialment, la velocitat de fuita de gasos del coet) i el menor impuls de torque que pot donar. En la pràctica, el spin del vehicle es redueix a un ritme equivalent a aquesta quantitat. En general s'indueix una petita quantitat d'impuls en una adreça, i unes desenes de segons més tard, cal proveir un impuls contra direcció per mantenir els errors en l'orientació dins de límits acceptables. Per minimitzar la limitació que la disponibilitat de combustible imposa sobre la durada de la missió, és possible utilitzar sistemes de control d'actitud auxiliars per reduir la rotació del vehicle a nivells baixos, per exemple usant petits propulsors vernier de baix impuls que acceleren elèctricament gasos ionitzats a velocitats extremes, utilitzant potència provinent de cel·les solars.

### Estabilització de spin
És possible fer rotar tot el vehicle espacial de manera d'estabilitzar l'orientació d'un únic eix del vehicle (aquest principi és similar al que es fa amb els projectils a les quals el ànima estriada dels rifles els confereix un moviment de gir al voltant de l'eix de translació de la bala). Aquest mètode és àmpliament utilitzat per estabilitzar l'etapa final d'un vehicle de llançament. Tota la nau espacial i el motor de combustible sòlid adossat a ella són fets rotar al voltant de l'eix de propulsió del coet, sobre una "plataforma de spin" orientada pel sistema de control d'actitud de l'etapa baixa sobre la qual aquesta muntada la plataforma de spin. Quan s'aconsegueix l'òrbita final, és possible frenar al rotació del satèl·lit mitjançant diversos mètodes, o deixar que segueixi rotant sobre si mateix. L'estabilització del spin de satèl·lits solament és aplicable a aquelles missions on no cal que l'eix primari d'orientació sigui modificat de manera apreciable durant la vida útil del satèl·lit i no requereixen una precisió molt gran respecte on estan apuntats. És també adequat per a missions amb instruments que han d'escombrar el camp estel·lar o la superfície o atmosfera terrestre.

### Rodes d'inèrcia
Les mateixes són rotors que es fan girar mitjançant un motor elèctric en una adreça que és l'oposada a aquella necessària per reorientar el vehicle. Atès que les rodes d'inèrcia posseeixen una massa que és solament una petita fracció de la massa total de la nau espacial i són controlades per una computadora, les mateixes permeten exercir un control extremadament precís. Les rodes d'inèrcia o de reacció en general es troben allotjades sobre rodaments magnètics per evitar la fricció en els rodaments mecànics i les falles per trencament. Per mantenir l'orientació a l'espai tridimensional s'han d'utilitzar almenys tres, i algunes unitats addicionals són necessàries per atorgar redundància i protecció davant les falles simples. Vegeu angles d'Euler.

### Giroscopis de control de moment (CMG)
Aquests són rotors que giren a velocitat constant, muntats sobre una suspensió cardànica per permetre controlar l'actitud. Encara que un CMG permet exercir control sobre els dos eixos ortogonals a l'eix de rotació del giroscopi, el control triaxial requereix disposar de dues unitats. Un CMG és una mica més costós, atès que s'han de proveir la suspensió cardànica i els motors que mantenen la rotació. El torque màxim (encara que no el màxim canvi de moment angular) exercit per un CMG és major que el que proveeix una roda d'inèrcia, la qual cosa ho fa més convenient per a una nau espacial gran. Un desavantatge important és la seva complexitat addicional, la qual augmenta la quantitat de punts de falla. Per aquesta raó, la Estació Espacial Internacional utilitza quatre CMGs per tenir tolerància doble davant els errors.

### Vel·les solars
És possible utilitzar petites vel·ls solars, (dispositius que produeixen propulsió en forma d'una força de reacció induïda en reflectir la llum incident) per realitzar petits ajustos d'actitud i velocitat. Aquest mètode permet estalviar grans quantitats de combustible en una missió de llarga durada en produir moments de control sense consumir combustible. Per exemple, la Mariner 10 corregia la seva actitud utilitzant els seus panells solars i antenes com a petites vel·les solars.

### Estabilització per gradient de gravetat
En òrbita, una nau espacial que tingui un eix molt més llarg que els altres dos s'orientés de manera espontània de forma tal que el seu eix més llarg anotació cap al centre de massa del planeta. Aquest sistema posseeix l'avantatge que no precisa d'un sistema de control actiu o consum de combustible. L'efecte és causat per una força de marea. L'extrem superior del vehicle experimenta una força de gravetat menor que l'extrem inferior. La qual cosa proveeix un torque restaurador quan l'eix llarg no es troba colineal amb l'adreça de la gravetat. A menys que es proveeixi de certs mitjans d'amortiment, la nau espacial oscil·lés entorn de la vertical local. De vegades s'utilitzen cables (tethers) per connectar dues parts d'un satèl·lit, i incrementar el torque estabilitzador. Un problema amb aquest tipus de cables és que micro meteorits tan petits com un gra de sorra poden tallar-los.

### Torsió magnètica
Les espires o (en satèl·lits molt petits) imants permanents exerceixen un moment contra un camp magnètic local. Aquest mètode funciona solament on existeix un camp magnètic contra el qual es pugui reaccionar. Una "espira" clàssica és la formada per un cable conductiu en un camp magnètic planetari. Tal tipus de cable conductiu pugues també generar potència elèctrica, amb el conseqüent descens de l'òrbita. No obstant això si s'indueix una contra corrent, utilitzant una cel·la solar, és possible elevar l'òrbita. A causa de la gran variabilitat del camp magnètic de la Terra pel que fa a un camp radial ideal, les lleis de control basades en torques que s'acoblen amb aquest camp són altament no lineals.

### Control d'actitud exclusivament passiu
Existeixen dos tipus principals de control passiu per a satèl·lits. El primer utilitza el gradient gravitatori, i condueix a quatre estats estables amb l'eix més llarg (eix amb el menor moment d'inèrcia) apuntant cap a la Terra. A causa que aquest sistema posseeix quatre estats estables, si el satèl·lit posseeix una orientació preferida, per exemple una càmera apuntant cap al planeta, cal proveir algun mitjà per rotar el satèl·lit. L'altre sistema passiu utilitza un imant per orientar el satèl·lit amb el camp magnètic terrestre. Aquests sistemes de control d'actitud purament passius tenen una limitada precisió per apuntar, perquè la nau espacial oscil·larà al voltant de la posició d'energia mínima. Aquest inconvenient és resolt agregant un amortidor, el qual pot ser o materials amb histèresis o un amortidor viscós. L'amortidor viscós és un recipient o tanc petit contenint fluid col·locat en la nau espacial, possiblement amb divisors interns per augmentar la fricció interna. La fricció dins de l'amortidor gradualment converteix l'energia oscil·latòria en calor dissipada dins de l'amortidor viscós.